# Olympia Aldersey
Olympia Aldersey, née le 26 juillet 1992 à Rose Park, est une rameuse d'aviron australienne.

## Carrière
Olympia Aldersey est médaillée d'argent en deux de pointe aux Jeux olympiques de la jeunesse de 2010 à Singapour ; elle est la même année médaillée de bronze en quatre de pointe aux Mondiaux juniors de Račice. En 2012, elle est médaillée d'or en quatre de couple aux Mondiaux des moins de 23 ans à Trakai.
Elle remporte la médaille de bronze en deux de couple aux Championnats du monde d'aviron 2014 à Amsterdam ainsi qu'aux Championnats du monde d'aviron 2017 à Sarasota. Aux Championnats du monde d'aviron 2019 à Ottensheim, elle obtient la médaille d'or en quatre de pointe.